# Тарикат
Тарика́т (араб. طريقة‎ —  дорога, путь‎), или сулюк — школа или орден суфизма, или в частности концепция мистического учения и духовных практик такого ордена с целью духовного возвышения и мистического познания хакиката. Слово тарика в значении «путь» употребляется в Коране. Тарикату следуют многочисленные суфийские ордены, сильно влияющие на общественную жизнь мусульманского мира. Сторонники мусульманского аскетизма (зухд), шедшие первоначально путём духовного возвышения и борьбы со своими страстями (нафс), в XI веке объединились вокруг духовных наставников в тарикаты. Центрами тарикатов стали многочисленные обители разного вида — рибаты, ханаки и завии.
Тарикаты практикуют отшельничество и аскетизм, а также проповедуют путь духовного очищения и преданного служения Аллаху. Суфийские ордена сыграли большу́ю роль в деле распространения ислама среди различных народов в Малой Азии, Египте, Центральной Азии, Африке и других регионах исламского мира.

## Эволюция определения термина
В IX—X веках тарикат означал практический метод — некий свод морально-этических положений и психологических приёмов, с помощью которого суфий вступал на путь размышлений и психофизических упражнений, результатом которых должно было стать интуитивное познание истинной божественной реальности (хакикат). Такое определение тарикату давали такие теоретики суфизма IX—XI веков как аль-Мухасиби, аль-Джунайд аль-Багдади, аль-Калабади, ас-Саррадж, ас-Сулами и аль-Худжвири. Тарикат представлял собой метод постепенного овладения сущностью созерцательного мистицизма через получаемый духовный опыт «стоянок» (макамов) в едином сочетании с психоэкстатическими состояниями (ахвал).
В XI — середине XII века в Хорасане на базе обителей-кружков образовался институт «учитель (шейх, муршид, пир) — ученик (мюрид)». Этот институт широко распространился по всему мусульманскому миру. Мюрид беспрекословно подчинялся духовному наставнику (муршиду) как единственному проводнику по мистическому пути познания. На этом этапе тарикат стал школой обучения Пути. Каждому тарикату присущи свои приёмы физических, аскетических и духовно-религиозных упражнений и практики (хальва, зикр аль-джахр и зикр аль-хафи, сама), а также соответствующие ритуалы посвящения и регламент образа жизни. В этот период суфизм трансформировался из суфизма элиты в суфизм народных масс.
К концу XII века окончательно сложился институт цепи духовной преемственности (силсила), сыгравший основную роль в канонизации частных методов Пути мистического познания. Связь мюрида с силсилой приобрела сугубо эзотерический характер через посвящение — приобщение к таинству. Появление этого института значительно ускорило создание иерархической структуры и организационной системы суфийских братств. Братство представляет собой относительно централизованную иерархическую организацию с определённым уровнем внутренней дисциплины. Члены братства практикуют особый метод Пути мистического познания его основателя, передающийся через силсила. Под мистическим Путём суфии понимали свод всех частных мистических учений и практических методов, культивировавшиеся в системе братств.

## Образование тарикатов
Традиционно считается, что в течение XII—XIV веков в суфизме сложилось 12 основных братств: рифаия, ясавия, шазилия, сухравардия, чиштия, кубравия, бадавия, кадирия, маулавия, бекташия, халватия, накшбандия-хваджаган, возникшие в рамках хорасанской, месопотамской, мавераннахрской и магрибинской мистических традиций. Некоторые исследователи включали такие тарикаты как: дасукия, садия, байрамия, сафавия. Эти братства дали начало всем многочисленным ветвям, сложившимся впоследствии в самостоятельные тарикаты. Самыми ранними братствами были последователи Абдул-Кадира Гилани (кадириты) и Ахмада ар-Рифаи (рифаиты). Отсутствие организационной структуры не позволило некоторым тарикатам, например сухравардия в арабском мире, стать братством.

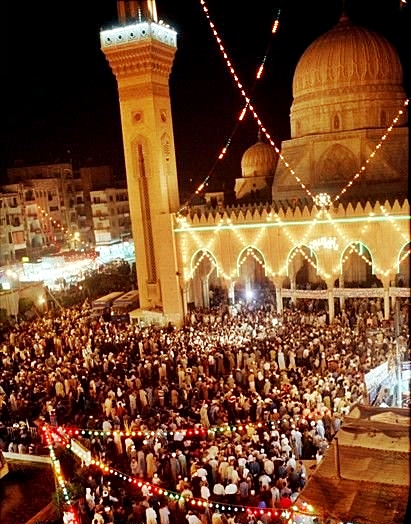
Празднование дня рождения Ахмада аль-Бадави в Танте.

## Особенности тарикатов
В XV—XVII веках в результате постепенной бюрократизации структуры и канонизации ритуала отношения «наставник—ученик» сменились связью «святой—послушник». Теперь мюрид подчинялся не столько духовному наставнику, сколько руководству по внутренней жизни братства. Главным различительным признаком между тарикатами становится зикр.
Основные особенности братства можно свести к следующим:
1. полное подчинение главе тариката как наследнику «божественной благодати» (баракат) и вилая;
2. развитая организационная система, в основе которой заложен принцип иерархического подчинения;
3. два типа последователей: полноправные и ассоциированные члены;
4. эзотерический принцип инициации и посвящения;
5. наличие внутреннего устава в соблюдении физических, аскетических и психологических упражнений и приёмов;
6. особое значение коллективного зикра и его ритуала;
7. наличие в тарикате культа, связанного с могилами «святых» (авлия)[4].

## Категории тарикатов
Все тарикаты делятся на три категории:
1. аяр, последователи которого стремятся достигнуть духовного возвышения путём совершения многочисленных дополнительных намазов-нафиля;
2. абрар, последователи которого стремятся вести борьбу за духовное очищение общества;
3. шуттар, последователи которого в своей духовной практике предпочитают методы религиозных трансов, «опьяняющей любви» к Аллаху[2].

В зависимости от того, какому вероучению (акиде) и правовой школе (мазхабу) следуют последователи тарикатов, тарикат может быть суннитским или шиитским.

## Список тарикатов
| Название    | Оригинальное название | Основатель (эпоним)                                | Распространение                                                                             | Примечание                        |
| ----------- | --------------------- | -------------------------------------------------- | ------------------------------------------------------------------------------------------- | --------------------------------- |
| Айссауа     | араб. العيساوية‎       | аль-Хади ибн Айс (1465—1526)                       | Марокко, Алжир, Тунис                                                                       |                                   |
| Бадавия     | араб. البدوية‎         | Ахмад аль-Бадави (ум. в 1276 г.)                   | Египет                                                                                      |                                   |
| Байрамия    | тур. Bayramilik       | Хаджи Байрам Вали (ум. в 1429 г.)                  | Турция, Босния, Македония, Греция                                                           |                                   |
| Бекташи     | араб. بكداشية‎         | Хаджи Бекташ (ум. в 1270/1271 г.)                  | Турция, Албания, Македония и Босния                                                         |                                   |
| Даркавия    | араб. درقاوية‎         | Мухаммад аль-Араби ад-Даркави (ум. в 1823 г.)      | Марокко                                                                                     |                                   |
| Дисукия     | араб. دسوقية‎          | Ибрахим ад-Дисуки (ум. в 1294 г.)                  | Египет, Судан …                                                                             |                                   |
| Каландария  | араб. قلندرية‎         | Джамалю-д-дин ас-Сави (ум. в 1232 г.)              | Сирия, Египет, Индия, Турция                                                                |                                   |
| Кадирия     | араб. القادريه‎        | Абду-ль-Кадир аль-Джилани (1077—1166)              | Турция, Индонезия, Южная Азия, Балканы, Китай, Западная и Восточная Африка, Северный Кавказ |                                   |
| Кубравия    | араб. کبرویه‎          | Наджм ад-дин Кубра (1145—1221)                     | Средняя Азия                                                                                |                                   |
| Мевлеви     | араб. المولوية‎        | Джалаладдин Руми (1207—1273)                       | Турция, Крым                                                                                |                                   |
| Накшбандия  | перс. نقشبندی‎         | Бахауддин Накшбанд (1318—1389)                     | Средняя Азия, Ближний Восток, Индия, Пакистан, Северный Кавказ, Крым.                       |                                   |
| Ниматуллахи | араб. نعمت‌اللهی‎       | Шах Ниматулла (1330—1431)                          | Иран, Европа, Западная Африка, Северная Америка                                             |                                   |
| Рифаия      | араб. الرفاعي‎         | Ахмад ар-Рифаи (1118—1181)                         | Арабский Ближний Восток, Турция, Балканский п-ов, Южная Азия                                |                                   |
| Санусия     | араб. سنوسية‎          | Мухаммад ибн Али ас-Сануси (1787–1859)             | Ливия, Судан                                                                                |                                   |
| Сефевие     | перс. صفویه‎           | Сефи ад-Дин (ум. в 1334 г.)                        | Иран                                                                                        | шиитский тарикат                  |
| Сухравардия | араб. سهروردية‎        | Абу Хафс ас-Сухраварди (1144—1234)                 | Индия                                                                                       |                                   |
| Тиджания    | араб. التجانية‎        | Ахмад ат-Тиджани (1737—1815)                       | Алжир, Судан                                                                                |                                   |
| Ушшакийан   |                       | Абу Бакр Каландар Руми (Аксарайи) ал-Умми          | Крым                                                                                        |                                   |
| Халватия    | тур. Halvetilik       | Захир ад-дин Умар аль-Халвати (ум. в 1397 г.)      | Турция, Египет, Сирия, Крым                                                                 |                                   |
| Халидия     | араб. خالدیه‎          | Халид аль-Багдади (ум. в 1827 г.)                  | Индонезия, Малайзия, Мозамбик, Кавказ                                                       | ветвь тариката накшбандия         |
| Хваджаган   | перс. خواجگان‎         | Абдул-Халик Гидждувани (ум. между 1179 и 1220 гг.) | Египет, Балканы, Китай, Индонезия, Индия, Аравия                                            | предтеча накшбандийского тариката |
| Чиштия      | перс. چشتی‎            | Муинуддин Чишти (1141—1230)                        | Индия, Пакистан, Бангладеш                                                                  |                                   |
| Шазилия     | араб. الشاذلية‎        | Абу-ль-Хасан аш-Шазили (ум. в 1196 г.)             | Египет, Северный Кавказ                                                                     |                                   |
| Ясавия      | перс. یسوی‎            | Ахмед Ясави (1103—1166)                            | Центральная Азия, Крым                                                                      |                                   |